# Kriobiologija
Beseda kriobiologija dobesedno pomeni znanost o življenju na hladnih temperaturah. V praksi to področje zajema študijo kateregakoli biološkega materiala ali sistema (npr. beljakovine, celice, tkiva ali organi) podvrženega temperaturi pod normalo (od kriogene temperature do zmerno hipotermičnih pogojev). Njene korenine segajo v 17. stoletje (Sir Robert Boyle - učinek zamrzovanja na živali).

## Definicije
- Kriobiologija je študija življenja pri nizkih temperaturah.

- Kriogenika je veja fizike in tehnologije, ki raziskuje proizvodnjo pri zelo nizkih temperaturah in uporabo le-teh. Kriogenika ni krionika, čeprav ta izraza ljudje pogosto zamenjujejo.

- Krionika je ohranjanje ljudi in sesalcev pri nizki temperaturi z namenom uporabe v prihodnosti. Krionika ni del glavne veje kriobiologije. Krionika je še vedno močno odvisna od špekulativnih tehnologij prihodnosti, ki lahko da jih bodo izumili ali pa tudi ne.

- Shranjevanje z zamrzovanjem (krioprezervacija) je tehnologija, s katero se ohranijo celice, cela tkiva ali konzervirani zarodki z ohlajanjem na temperaturah pod lediščem vode.

## Glavna področja študija v kriobiologiji
V kriobiologiji poznamo 6 glavnih področij študija:
- Študij hladnega prilagajanja mikroorganizmov, rastlin in živali, tako nevretenčarjev kot vretenčarjev (prezimovanje/hibernacija).
- Krioprezervacija celic, tkiv, gamet in zarodkov živalskega in človeškega izvora v (zdravstvene) namene za dolgotrajno skladiščenje. To po navadi zahteva dodajanje snovi, ki ščitijo celice med zamrzovanjem in pred odtajanjem (krioprotektanti).
- Ohranjanje organov za presaditev pod hipotermičnimi pogoji.
- Liofilizacija (liofiliziranje) farmacevtskih izdelkov.
- Kriokirurgija, (minimalno) invazivni pristop za uničenje nezdravih tkiv z uporabo kriogenskih plinov / tekočin.
- Fizikalne značilnosti superohlajanja (supercooling), nukleacija ledu in vidiki mehaničnega inženiringa prehoda toplote med hlajenjem in ogrevanjem.

## Zgodovina kriobiologije
Začetek kriobiologije je mogoče izslediti že v antiki, in sicer leta 2500 pr. n. št. so bile v Egiptu nizke temperature uporabljene v medicini. Uporaba hladnega za zaustavitev krvavitve in otekline je priporočil tudi Hipokrat. S pojavom sodobne znanosti je Sir Robert Boyle v 17. stoletju preučeval učinke nizkih temperatur na živalih.
Leta 1949 je bila bikova sperma prvič konzervirana s pomočjo nizkih temperatur, kar je bilo delo skupine znanstvenikov pod vodstvom Christopherja Polgea (1926-2006). To je povzročilo veliko širšo uporabo krioprezervacije, z mnogo organi, tkivi in celicami, ki so rutinsko shranjene pri nizkih temperaturah. Večji organi kot je na primer srce, se po navadi za presaditev skladiščijo in prevažajo samo za kratek čas na hladnih in ne na zamrzovalnih temperaturah. Suspenzije celic (npr. kri in seme) in tanke dele tkiva včasih lahko shranijo praktično za nedoločen čas na temperaturi tekočega dušika (shranjevanje z zamrzovanjem). Človeška sperma, jajčeca in zarodki se redno shranjujejo za plodnostne raziskave in zdravljenje. V začetku leta 2000 se je rodil dojenček s krioprezerviranim jajčecem oplojenim s krioprezervirano spermo.
Kriokirurgijo (kirurška odstranitev obolelega tkiva pri nizkih temperaturah) je prvič izvedel James Arnott leta 1845 pri operaciji bolnika z rakom. Drugače sama kriorirurgija ni najbolj razširjena.

## Zamrzovanje živih organizmov
Veliko živih organizmov je sposobno prenesti podaljšano časovno obdobje pri temperaturah pod lediščem vode. Večina živih organizmov kopiči krioprotektante kot so anti-nukleinske beljakovine, poliole in glukozo, da se zavarujejo pred pozebo z ostrimi kristali ledu. Večina rastlin lahko varno prenese temperature od -4 do -12°C.

### Bakterije
Tri vrste bakterij, Carnobacterium pleistocenium, kot tudi Chryseobacterium greenlandensis in Herminiimonas glaciei, so dokazano preživele potem, ko so bile oživljene po nekaj tisoč letih zamrznitve v ledu.

### Rastline
Veliko rastlin opravijo proces imenovan otrdelost, ki jim omogoča preživetje pri temperaturah pod 0 °C več tednov ali mesecev.

### Nevretenčarji
Nimfe ščurkov (Periplaneta japonica) preživijo krajša obdobja zamrznitve pri -6 do -8 °C. Rdeči ploski lubadar (Cucujus clavipes) lahko preživi potem, ko je zamrznjen do -150 °C. Nekatere plesni (Exechia nugatoria) preživi po zamrznitvi na -50 °C z edinstvenim mehanizmom, kjer se kristali ledu tvorijo v telesu, ne pa tudi v glavi. Še en hrošč odporen na zamrnitev je Upis ceramboides.
Ličinke ogrca Haemonchus contortus lahko preživijo 44 tednov zamrznjene na -196 °C.

### Vretenčarji
Lesna žaba (Rana sylvatica) lahko v zimskem času kar 45 % svojega telesa zamrzne in spremeni v led. Kristali ledu nastanejo pod kožo in so razporejeni med skeletnimi mišicami. Med zamrznitvijo dihanje, pretok krvi in srčni utrip prenehajo. Zamrzovanje je možno zaradi specializirane beljakovine in glukoze, ki preprečujejo znotrajcelično zamrzovanje in dehidracijo. Lesna žaba lahko preživi do 11 dni zamrznjena na -4 °C.
Druge vretenčarji, ki preživijo pri telesnih temperaturah pod 0 °C, so nekatere želve (Chrysemys picta, Terrapene karolina), žabe (Hyla versicolor, Pseudacris triseriata), kače (Thamnophis sirtalis) in tudi ribe (Borchgrevinki pagothenia).
Med hibernacijo ima lahko arktična veverica vrste Urocitellus parryii temperaturo telesnega jedra do -2,9 °C in le-to ohranja do šest tednov, čeprav temperatura v glavi in vratu ostane nad lediščem. To je najnižja znana temperatura telesnega jedra pri sesalcih. Ekstremno podhladitev smatrajo za prilagoditev na negostoljubno arktično okolje, saj omogoča do desetkraten prihranek energije v primerjavi s hibernacijo pri 0 °C.

## Kriobiologija pri ljudeh
Shranjevanje z zamrzovanjem pri ljudeh v zvezi z neplodnostjo, prav tako poimenovana vitrifikacija, je proces, v katerem so ženska jajčeca instantno zamrznjena v nekaj sekundah. Zamrzovanje jajčeca na tako hiter način močno izboljša njihovo stopnjo preživetja in preprečuje, da bi ledeni kristali, ki so v jajčecu, poškodovali DNA. Ko je par pripravljen na zanositev, se jajčece odtali in se skozi proces umetne oploditve združi s spermijem. Vitrifikacija ima tudi pomanjkljivosti, saj ni tako zanesljiva kot je zamrznitev oplojenih jajčec ali zarodkov, ker so jajčeca zelo občutljiva na temperaturo. Mnogi raziskovalci tudi zamrznejo tkiva jajčnika skupaj z jajčeci v upanju, da lahko tkivo jajčnikov presajenih nazaj v maternico spodbuja normalni ovulacijski ciklus.
Človeške spolne celice in 2, 4 in 8-celični zarodki lahko preživijo zamrzovanje in so sposobni za obdobje shranjevanja z zamrzovanjem do 10 let.
Terapevtska hipotermija, na primer med operacijo srca s »hladnim« srcem (pridobljenim s hladno perfuzijo brez ledu), omogoča veliko več operacij in izboljša stopnjo izboljšanja za bolnike.